# Pavel Blatný (szachista)
Pavel Blatný (ur. 22 czerwca 1968 w Brnie) – czeski szachista, arcymistrz od 1993 r., syn Františka Blatnego.

## Kariera szachowa
Od drugiej połowy lat 80. XX wieku do pierwszych lat XXI wieku należał do czołówki czechosłowackich, a następnie czeskich szachistów. Pomiędzy 1988 a 2000 rokiem wziął udział we wszystkich w tym okresie rozegranych szachowych olimpiadach, najlepszy wynik osiągając w roku 1990 w Nowym Sadzie, gdzie zawodnicy Czechosłowacji zajęli IV miejsce. Poza tym trzykrotnie (1989–1997) wystąpił w drużynowych mistrzostwach Europy (w tym na I szachownicy w roku 1992). Wielokrotnie startował w finałach indywidualnych mistrzostw kraju, łącznie zdobywając 8 medali: cztery złote (1988, 1990, 1997, 2000), srebrny (2006) oraz trzy brązowe (1987, 1989, 2001).
W latach 1985–1987 osiągnął znaczące sukcesy w kategorii juniorów do lat 20: w 1985 zdobył w Szardży tytuł wicemistrza świata, na przełomie 1985 i 1986 roku podzielił III miejsce (wraz z m.in. Jeroenem Piketem) w mistrzostwach Europy w Groningen, wynik ten powtarzając (dzielone miejsce III wraz z Jackiem Gdańskim i Ivanem Sokolovem) w kolejnych mistrzostwach (przełom 1986 i 1987, ponownie w Groningen).
Do największych sukcesów Blatnego należą zwycięstwa w silnie obsadzonych turniejach rozegranych w Brnie (1992, przed m.in. Konstantinem Sakajewem, Aleksiejem Driejewem i Wiktorem Korcznojem oraz 1993, przed m.in. Aleksandrem Czerninem, Igorem Stohlem i Peterem Leko), jak również w Nowym Jorku (1995, New York open, przed m.in. Joelem Benjaminem, Lembitem Ollem, Michaelem Adamsem, Władisławem Tkaczowem i Piotrem Swidlerem). Poza tym triumfował bądź podzielił I miejsca m.in. w Trnawie (1987, turniej B), Lenk (1991), Kecskemét (1991), Foxwoods Casino (2003) oraz w  Litomyšlu (2005).
Najwyższy ranking w karierze osiągnął 1 października 2000 r., z wynikiem 2589 punktów zajmował wówczas 3. miejsce (za Siergiejem Mowsesjanem i Zbynkiem Hráčkiem) wśród czeskich szachistów.